# Rip Cord (G.I. Joe)
Rip Cord (también conocido como Ripcord) es un personaje ficticio de la línea de juguetes, cómics y series animadas G.I. Joe: A Real American Hero. Es el saltador HALO (High Altitude Low Opening) del Equipo G.I. Joe y debutó en 1984.
El actor comediante Marlon Wayans interpretó a Rip Cord en la película de 2009, G.I. Joe: The Rise of Cobra.

## Perfil
Su verdadero nombre es Wallace A. Weems, y su rango es el de cabo E-4. Rip Cord nació en Columbus, Ohio.
Su especialidad militar principal es la infantería aerotransportada y su especialidad militar secundaria son las demoliciones. Se unió a la Patrulla Aérea Civil cuando aún estaba en la escuela secundaria y, después de interesarse por el paracaidismo, se unió al equipo GI Joe, en busca de la oportunidad de saltar desde altitudes considerablemente más altas. Es un experto calificado con un M-16, pistola automática M1911A1, Carl Gustaf M/45 y Browning de alta potencia.
Su figura de acción en 1984 incluía un rifle FN FAL, aunque nunca se menciona en su biografía como un arma en la que es experto.
En la serie UK Action Force, Rip Cord es de Mánchester en Inglaterra, y es un exmiembro del equipo de caída libre del Regimiento de Paracaidistas, los Diablos Rojos.

## Juguetes
Rip Cord se lanzó por primera vez como figura de acción en 1984.

## Cómics

### Marvel Comics
En la serie de Marvel Comics G.I. Joe, aparece por primera vez en el número 32. Ripcord desarrolla una relación con una civil llamada Candy Appel, que trabajaba de forma independiente como "Bongo the Bear" actuando en fiestas de cumpleaños y eventos similares. Su relación se ve empañada porque Ripcord no puede decirle a Candy su nombre real o explicar claramente por qué llaman la atención de las fuerzas de Cobra.
Ripcord es enviado con Stalker, Recondo y otros Joes para rescatar a la activista por la paz Adele Burkhardt del país ficticio devastado por la guerra de Sierra Gordo. Ripcord expresa su disgusto porque están luchando por una mujer que se opone a los militares. Stalker lo regaña, informándole que las opiniones impopulares son igualmente válidas. Burkhardt es rescatado de manera segura, pero no sin la pérdida de tres soldados Tucaro que se ofrecieron como voluntarios para ayudar.
Después de que Ripcord y Candy se separan, se descubre que Candy es la hija de un Cobra Crimson Guardsman. Candy es detenida, pero desaparece debido a la interferencia del agente Cobra Buzzer. Esto pone a Ripcord en una misión a la Isla Cobra, para encontrarla y limpiar su nombre, sin saber que Candy fue asesinada durante una visita coincidente a Springfield, la sede de Cobra. El engaña a Ace durante un sobrevuelo para que active su casco, lo que permite que Ripcord se lance en paracaídas, un acto aprobado extraoficialmente por el General Hawk. Ripcord lucha contra Zartan, en una sección aislada de la Isla Cobra. Ambos se hieren, pero Zartan somete a Ripcord y cambia de identidad con él. Zartan (como Ripcord) es rescatado por G.I. Joe, mientras que Ripcord (como Zartan) es llevado al cuartel general de Cobra. Se aceptan las diferencias físicas de Ripcord con Zartan, porque el agente Cobra es un maestro del disfraz.
Ripcord finalmente termina en el centro principal de Cobra, la ciudad de Springfield. Después de darle a Joes la ubicación de Springfield, hace un intento de fuga, pero es capturado por un leal niño Cobra. La información de Ripcord permite a G.I. Joe asaltar Springfield. Lo rescatan de forma segura, pero no antes de que sufra torturas en el "Escáner de ondas cerebrales", un dispositivo que se estaba utilizando para alimentar información en forma de  Serpentor.
Después de este incidente, Ripcord se toma un descanso del servicio activo. Regresa a tiempo para la apertura de El Pozo III. Más tarde es parte de las fuerzas de GI Joe desplegadas para respaldar a Serpentor en la Guerra Civil Cobra.

### Devil's Due
Ripcord es un Joe activo en la continuación de la serie de la compañía Devil's Due. Participa activamente en el intento de neutralizar la amenaza de Tyler Wingfield, que dirige una milicia tecnológicamente avanzada.
Ripcord es parte del equipo de Hawk cuando los Joe invaden la Isla Cobra y se enfrentan a las fuerzas de Cobra y Serpentor.
Ripcord regresa a Sierra Gordo y nuevamente trabaja con Recondo. Junto con los Joes Dart, Tunnel Rat y Low-Light investigan un ejército invasor de un país vecino. Trabajan con la resistencia local para matar a muchos de estos soldados; degenera en combate cuerpo a cuerpo y Low-Light y Tunnel Rat resultan gravemente heridos. Resulta que todo fue una "estafa" de Destro y sus Iron Grenadiers para enfrentar a un país contra otro con fines de lucro. Duke obliga a Destro a cancelar esto; Ripcord se da cuenta de que algo huele mal en toda la situación. Al regresar al PITT, confronta a Duke por sus acciones, lo que indica que no está contento con la forma en que Duke ha cambiado.

### IDW
Ripcord se presenta en G.I. Joe Origins # 13, que se muestra como un joven afroamericano que odia su nombre en clave y desea dejar de saltar de los aviones y convertirse en piloto algún día. En una continuidad diferente, Ripcord y Crankcase son parte de un pequeño equipo de Joes escondidos en la fortaleza Cobra aparentemente abandonada de Springfield. Un Battle Android Trooper ataca, mata a Crankcase e hiere gravemente a Ripcord.

## Serie animada

### Sunbow
Rip Cord apareció en la serie animada original de G.I. Joe. Apareció por primera vez en la serie animada de la miniserie "Revenge of Cobra".
Rip Cord también aparece en uno de los famosos anuncios de servicio público "Y saber es la mitad de la batalla", donde le indica a un joven jugador de béisbol que se revise los ojos después de poncharse repetidamente debido a la visión borrosa y dice que es mejor enfrentar un problema mental en lugar de evitarlo.

### Resolute
Ripcord aparece en G.I Joe: Resolute, estaba junto a los Joes presentes cuando miraba imágenes de la destrucción de Moscú causada por el arma de partículas de Cobra. Él, Duke y Scarlett se dirigen a una instalación de misiles controlada por Zartan en Sierra Gordo. Duke y Scarlett entran y matan a Zartan, luego rescatan a los dos antes de que la instalación explote.

### Renegades
Ripcord aparece por primera vez en el episodio de G.I. Joe: Renegades, "The Descent". Ripcord es afroamericano en esta serie. En este programa, fue uno de los cuatro novatos, junto con Duke, Tunnel Rat y Roadblock, elegidos por Lady Jaye para investigar la planta farmacéutica Cobra bajo el mando de Scarlett. Descubren la nueva arma ultrasecreta de Cobra, las Bio-Vipers, creadas por el Doctor Mindbender. Supuestamente muere en una explosión con Bio-Vipers que lo atraparon durante la fuga del laboratorio secreto después de colocar la bomba.
En el episodio "Prodigal", los Joes, al infiltrarse en un centro médico Cobra, descubren que Ripcord es el "Paciente X" que se utilizó como sujeto de prueba para la creación del virus Anaconda Strain. Después de una breve amnesia, los Joe intentan sacar a Ripcord de allí y trabajan para ayudar a Ripcord a recuperar sus recuerdos. Ripcord ni siquiera sabe cómo salió de la explosión. Pronto se descubrió que Ripcord se había convertido en un Bio-Viper mientras evadía un Cobra Drone en el Coyote. Cuando el Cobra Drone fue destruido, Ripcord volvió a la normalidad. Scarlett ve un chip de control en la cabeza de Ripcord y se pregunta qué pasó, ya que Scarlett planea entregar a Ripcord al General Abernathy. Flint, Lady Jaye y Wild Bill llegan y no saben lo que le pasó a Ripcord. Justo en ese momento llegan algunos Cobra Drones, lo que hace que los Joes intenten derribarlos. El Comandante Cobra luego usa el chip de control para convertir a Ripcord en un Bio-Viper, liberándose del helicóptero de Flint y noqueando a Flint en el proceso. El Bio-Viper Ripcord luego ataca a Duke, quien intenta que Ripcord luche contra el control. Ripcord afirma que no puede controlarlo y recibe la explosión del helicóptero de Flint. Un flashback de Ripcord revela que el Doctor Mindbender lo usó como sujeto de prueba para un híbrido Bio-Viper/humano en los planes de inmortalidad del Comandante Cobra. Al luchar contra el chip de control, Ripcord se reincorpora a los Joes. El Comandante Cobra luego planea que sus hombres recuperen Ripcord vivo e intacto.
En el episodio "The Anomaly", se muestra que Ripcord también desarrolló la capacidad de detectar otras Bio-Vipers, cuando se trataba de una Sewer Viper en Nueva York. Cuando el Doctor Mindbender usó su casco neuro-link en otro intento de controlar la forma Bio-Viper de Ripcord, la Sewer Viper atacó y el Doctor Mindbender enfermó a Ripcord/Bio-Viper. Sewer Viper logró quitar el chip de control de Ripcord, liberándolo del control del Doctor Mindbender, y Ripcord pudo controlar la transformación y las habilidades a voluntad. Aunque Ripcord destruyó el casco neuro-link y prometió hacer que el Doctor Mindbender pagara por lo que le hizo, Duke intervino cuando el mecanismo de seguridad de las Bio-Vipers comenzó su autodestrucción, cuando el casco se separó del Doctor Mindbender.
Rip Cord también fue responsable de dar a Scarlett, Tunnel Rat y Roadblock sus nombres en clave.

## Película de acción real
Ripcord, su nombre en clave ahora cambiado a una sola palabra, aparece en la película de 2009 G.I. Joe: The Rise of Cobra interpretado por Marlon Wayans. Esta versión cambia significativamente de su contraparte de material de origen, incluida la forma en que se representa su nombre en clave. En la película, Ripcord es afroamericano, un recién llegado a G.I. Joe y uno de los personajes principales de la película; el Rip Cord tradicional, sin embargo, es caucásico, un veterano de G.I. Joe y más un personaje de fondo.
En la película, es el mejor amigo y socio de Duke, y también intenta gran parte del alivio cómico. Antes de unirse a G.I. Joe, eran tropas terrestres de nivel medio en el Ejército de los Estados Unidos. A diferencia de Duke, a Ripcord le encanta volar aviones y quería unirse a la Fuerza Aérea de los Estados Unidos antes de convertirse en Joe. Se unen al equipo a través de una serie de eventos provocados por las acciones traicioneras de James McCullen. Sus nombres en clave, presumiblemente ganados en el ejército, se transfieren a G.I. Joe.
El oficial al mando del equipo, General Hawk, afirma que los puntajes de las pruebas de Ripcord son comparables a los de Duke, aunque imperfectos. Además, después de completar una prueba de puntería, la puntuación de Ripcord está a punto de igualar la mejor registrada: la de Scarlett. A lo largo de la película, Ripcord intenta impresionar a Scarlett, por quien se siente abiertamente atraído. Aunque generalmente rechaza sus avances, se vuelven cercanos en el transcurso de la película y ella lo besa al finalizar.
Wayans probó para el papel de Heavy Duty antes de que fuera para Adewale Akinnuoye-Agbaje.

## Videojuegos
Ripcord aparece como un personaje jugable en el videojuego G.I. Joe: The Rise of Cobra.